# (4538) Vishyanand
(4538) Vishyanand – planetoida z głównego pasa planetoid okrążająca Słońce w ciągu 3,78 lat w średniej odległości 2,43 au. Odkrył ją japoński astronom Kenzō Suzuki 10 października 1988 roku w mieście Toyota. Została nazwana na cześć Viswanathana Ananda („Vishy”) – pierwszego indyjskiego szachowego mistrza świata (ur. 1969).